# Terrence McCann
Terrence John McCann, comunemente noto come Terry McCann (Chicago, 23 marzo 1934 – Dana Point, 7 giugno 2006), è stato un lottatore statunitense.
Fu vincitore della medaglia d'oro nella categoria dei pesi gallo della lotta libera ai Giochi olimpici di Roma 1960, e in seguito uno dei principali promotori nella fondazione della Federazione di lotta degli Stati Uniti d'America (attuale USA Wrestling).
Dopo le Olimpiadi di Roma si ritirò dalla lotta agonistica e lavorò per molti anni con successo come allenatore a Tulsa e successivamente a Chicago. Inoltre, è stato attivo negli anni successivi come funzionario della Federazione di lotta degli Stati Uniti.
Terry McCann ha avuto sette figli ed è stato un appassionato surfista fino alla vecchiaia. Morì nel 2006 a causa di un mesotelioma causato da esposizione all'amianto.